# Kniegelenkserguss
Ein Kniegelenkserguss ist eine vermehrte Flüssigkeitsansammlung innerhalb der Kniegelenkkapsel. Bei der Flüssigkeit handelt es sich zum Beispiel um normale oder krankhaft veränderte Gelenkflüssigkeit (Synovia), um Blut (Hämarthros) oder um Eiter (Empyem).

## Einteilung und Ursachen
Man unterscheidet ursächlich zwischen einem akuten (meist traumatischen) und dem chronischen Kniegelenkserguss.

### Akute Kniegelenksergüsse
Die häufigsten Traumata, die einen Kniegelenkserguss zur Folge haben, sind ein Kreuzbandriss, eine Patellaluxation bzw. -subluxation, eine osteochondrale Fraktur und eine Fraktur des Tibiaplateaus. Weniger häufig, aber dennoch als mögliche Ursache für einen Kniegelenkserguss zu nennen, ist eine signifikante periphere Meniskusläsion.

### Chronische Kniegelenksergüsse
Zu chronischen Kniegelenksergüssen kommt es, wenn die Gelenkschleimhaut (Synovialis) gereizt ist und dadurch vermehrt Gelenksflüssigkeit (Synovia) produziert. Ursächlich kommen dafür zum Beispiel auch Meniskusläsionen sowie Patellarsehnentendinitis oder das sogenannte Plica-Syndrom in Betracht. Es besteht ein Ungleichgewicht zwischen Flüssigkeitsproduktion und -resorption, das zu einer übermäßigen Flüssigkeitsansammlung in der Kniegelenkkapsel führt.

## Symptome/Klinik und Diagnostik
Durch den Kniegelenkserguss schwillt das Kniegelenk an. Es treten Spannungsschmerzen auf, die vor allem durch die sensiblen Nervenendigungen, die sich in der Gelenkkapsel befinden, weitergeleitet werden. Es kommt zur Einschränkung der normalen Bewegungsamplitude.

### Tanzende Patella
Ein typisches diagnostisches Zeichen ist die sogenannte „tanzende Patella“. Dabei spürt der Untersucher einen elastischen Rebound bei frontalem Druck auf die Kniescheibe (Patella), die auf dem Kniegelenkserguss schwimmt. Das Zeichen ist allerdings erst bei größeren Gelenksergüssen von ca. 50 ml positiv.

### Zweite Methode
Von größerer Sensibilität ist die im Folgenden beschriebene Untersuchungsmethode: Der Recessus suprapatellaris wird mit einer Hand ausgedrückt, dann streicht man entlang der medialen Kniegelenksseite von distal nach proximal die flüssigkeitsgefüllte Gelenkkapsel aus und kann auf der lateralen Kniegelenksseite eine leichte Vorwölbung beobachten. Dieses Zeichen ist schon ab einer Flüssigkeitsmenge von ca. 10 ml positiv.

### Sonstige Methoden
Natürlich kann auch mit bildgebender Diagnostik wie Ultraschall, konventionellem Röntgen oder MRT ein Kniegelenkserguss nachgewiesen werden.

## Therapie
Die Schwellung kann von selbst, durch Resorption bei Ruhigstellung des Kniegelenkes unterstützt durch Hochlagerung der Extremität und Antiphlogistika per os und lokal, zurückgehen. Andernfalls ist ein therapeutischer Eingriff in Form der Gelenkspunktion erforderlich. Um Rezidive zu vermeiden, muss kausal behandelt werden. Ein eitriger Erguss (Kniegelenksempyem) muss immer interventionell entlastet werden.